# 페르난두 산투스
페르난두 마누엘 페르난드스 다 코스타 산투스(포르투갈어: Fernando Manuel Fernandes da Costa Santos, 1954년 10월 10일 ~ )는 포르투갈의 전 축구 선수이자 현 축구 지도자로 현재 아제르바이잔 축구 국가대표팀 사령탑을 맡고 있다.

## 선수 경력
산투스는 SL 벤피카의 유스 팀을 거쳐 CS 마리티무와 에스토릴 프라이아에서 182경기를 뛰었고, 1987년에 은퇴했다. 국가대표로 선발된 적은 없다.

## 감독 경력

### 클럽
1987년 에스토릴 프라이아의 감독직을 맡아 팀을 3부 리그에서 프리메이라리가로 승격시켰다. 1994년 에스트렐라 다 아마도라의 감독직을 맡은 뒤 1998년 FC 포르투의 감독직을 맡았다. 감독 첫 해 프리메이라리가 우승과 포르투갈 슈퍼컵 우승을 이루어내며 FC 포르투의 리그 5연패 달성을 이끌어냈다. 그 다음 해에는 비록 리그 6연패에는 실패했지만 타사 드 포르투갈 우승과 포르투갈 슈퍼컵 우승을 이끌었고 UEFA 챔피언스리그에서 8강으로 이끌어내며 2000년 FIFA가 선정한 세계 최고의 감독 9위에 올랐다. 2001년 수페르리가 엘라다의 AEK 아테네로 팀을 옮겼고 2002년에 그리스 컵 우승을 이끌었고 리그에서는 올림피아코스 FC에 골득실차에서 밀려 준우승을 차지했다. 그 후 파나티나이코스 FC를 거쳐 스포르팅 CP의 감독을 맡았다. 2004년 AEK 아테네로 돌아갔고 어린 선수들을 주축으로 그리스 컵에서 준결승에 진출하였으며 리그에서는 1위에 승점 3점이 뒤진 3위를 차지했다. 이후 2006년 프리메이라리가의 명문 구단인 SL 벤피카의 감독을 맡아 2006-07 시즌 3위로 시즌을 마쳤다. 그러나 주장이자 팀내 최다 득점자인 시망 사브로자를 아틀레티코 마드리드로 이적시킨 것에 대해 구단 경영진과 마찰을 빚었고, 2007년 8월 20일 해임됐다.
2007년 11월 PAOK와 3년 계약을 맺었고 2009-2010 시즌에서 준우승을 차지함으로써 UEFA 챔피언스리그 2010-11 예선 진출을 이끌었다.
2024년 1월 7일, 튀르키예 쉬페르리그의 베식타시 감독으로 선임되며 클럽 감독직으로 복귀했다.

### 국가대표팀
2010년 7월 1일 그리스 축구 협회와의 긴 협상 끝에 그리스의 감독으로 선임됐다. 2014년 FIFA 월드컵에서 그리스의 역사상 첫 월드컵 16강 진출이라는 업적을 달성했으나, 코스타리카와의 16강전에서 승부차기까지 가는 접전 끝에 패하면서 아쉽게 8강 진출에는 실패했다. 그리고 같은 해 알바니아와의 UEFA 유로 2016 예선 홈 경기에서 0-1의 충격패를 당한 후 사임한 파울루 벤투의 뒤를 이어 포르투갈의 감독으로 선임, 2016년 7월 UEFA 유로 2016에서 포르투갈의 사상 첫 메이저 대회 우승을 이끌었고 2018-19년 UEFA 네이션스리그에서도 포르투갈의 우승을 지휘했다.
그러나 2022년 FIFA 월드컵 때 포르투갈이 모로코와의 8강전에서 패했고, 월드컵을 마감한 후 협회와 상호합의로 감독직에서 물러났다. 후임은 로베르토 마르티네스가 맡는다.(국가대표 지도자 감독 중 8년만에 최고성적인 8강으로 갱신했다.)
2023년 1월 24일 체스와프 미흐니에비치 후임으로 폴란드 축구 국가대표팀의 감독으로 선임됐다. 9월 13일, 경질됐다.

## 기타
산투스는 1977년 리스본 고등 기술원(Instituto Superior de Engenharia de Lisboa)에서 전기 공학과 전기 통신학에 대해 바차렐라투(bacharelato) 학위를 취득했다. 또한 호텔에서 정비사로 잠시 일하기도 했다.

## 수상

### 포르투
- 프리메이라리가 : 1998–99
- 타사 데 포르투갈 : 1999–2000, 2000–01
- 수페르타사 칸디두 데 올리베이라 : 1998, 1999

### AEK 아테네
- 그리스 컵 : 2001-02

### 포르투갈
- UEFA 유로 : 2016
- UEFA 네이션스리그 : 2018-19

### 개인
- 그리스 리그 올해의 감독 : 2001–02, 2004–05, 2008–09, 2009–10
- 그리스 최우수 감독 : 2011, 2013
- 유럽 올해의 감독 : 2016
- FIFA 올해의 감독 : 3위 (2016)
- PFA 플래티넘 퀴나스 : 2019
- 포르투갈 국가 훈장 (Grand Officer) : 2016